# Chaumont-sur-Loire
 Chaumont-sur-Loire  es una población y comuna francesa, en la región de Centro, departamento de Loir y Cher, en el distrito de Blois y cantón de Montrichard.

## Demografía
| 705 | 742 | 783 | 842 | 876 | 1031 |
| Para los censos de 1962 a 1999 la población legal corresponde a la población sin duplicidades (Fuente: INSEE [Consultar]) |     |     |     |     |      |